# Полынь — трава горькая
«Полынь — трава горькая» — советский кинофильм 1982 года.

## Сюжет
После войны Трофим вернулся в родную деревню из Германии с девушкой, потерявшей в концлагере память. Забота и сострадание односельчан помогли девушке вернуться к полноценной жизни.

## В ролях
- Ольга Прохорова — Маша
- Александр Казаков — Трофим Ермаков
- Владимир Трещалов — Павел Ермаков
- Елена Драпеко — Дуся Микишина
- Галина Дёмина — Авдотья, мать Трофима
- Пётр Глебов — Григорий Михайлович Жарков, генерал, отец Маши
- Алефтина Евдокимова — Марта
- Михаил Брылкин — Авдей
- Вера Майорова — Лиза, жена Павла
- Владимир Новиков — Василий Ковригин
- Антонина Цыганкова-Поволяева — Нинка
- Аня Калтурина — Шура
- Николай Волков — Лазутин
- Зинаида Ярош — Ася
- Мария Скворцова — Ковригина
- Людмила Купина — Глаша
- Пётр Ярош — Митя
- Максим Сабиров — Василёк
- Валерий Лысенков — немец с губной гармошкой
- Юрий Ильин — эпизод
- Юрий Дмитриев — эпизод
- Дмитрий Журавлёв — эпизод
- Геннадий Колесов — эпизод
- Валерия Ярош — эпизод
- Борис Иванов — эпизод
- Н. Никифоров — эпизод
- С. Печерников — эпизод
- Евдокия Алексеева — эпизод (нет в титрах)

## Съёмочная группа
- Автор сценария: Михаил Ворфоломеев
- Режиссёр: Алексей Салтыков
- Оператор: Виктор Якушев
- Художник: Саид Меняльщиков
- Композитор: Александра Пахмутова
- Текст песни: Сергей Есенин
- Песню «Где ты, где ты, отчий дом» исполняет Валентина Толкунова